# جيمس موران
جيمس موران (بالإنجليزية: James Moran)‏ هو مصمم إنتاجي وكاتب سيناريو أمريكي، ولد في 5 مارس 1972 في فرانكلين في الولايات المتحدة.

## وصلات خارجية
- الموقع الرسمي
- جيمس موران على موقع IMDb (الإنجليزية)
- جيمس موران على موقع قاعدة بيانات الفيلم (الإنجليزية)